# CSO Voluntari (basket-ball)
Le CSO Voluntari, est un club masculin roumain de basket-ball évoluant en Liga Națională (1re division). Le club, section du club omnisports du CSO Voluntari, est basé dans la ville de Voluntari.

## Historique
Fondé en 2005, le club accède pour la première fois à la deuxième division (Liga 1) en 2017. Après une saison en Liga 1, il est promu en 2018 en Liga Națională. Il remporte son premier titre majeur en 2021, en remportant la Coupe de Roumanie, et accède également aux demi-finales du championnat la même année. Il enchaine un deuxième titre de Coupe de Roumaine un an plus tard et accède à la finale des play-offs en championnat mais échoue face à Cluj-Napoca.

## Palmarès
| Compétitions nationales | Compétitions internationales                                         |
| Championnat de Roumanie : - Vice-champion : 2022 Championnat de Roumanie D2 : - Vice-champion : 2018 Championnat de Roumanie D3 (1) : - Champion : 2017 Coupe de Roumanie (en) (3) : - Vainqueur : 2021, 2022, 2025 | European North League (1) : - Champion : 2025 - Vice-champion : 2024 |

## Entraîneurs successifs
| Rang | Nom                 | Période   |
| ---- | ------------------- | --------- |
| 1    | Vlad Jișcanu        | 0000-2018 |
| 2    | Eugen Ilie          | 2018-2019 |
| 3    | Şemsettin Baş (en)  | 2019-2020 |
| 4    | Saša Ocokoljić (en) | 2020-2022 |
| 5    | Ainars Bagatskis    | 2022-2025 |
| 6    | Dan Ioan            | 2025-0000 |

## Référence
1. 1 2  Seuls les principaux titres en compétitions officielles sont indiqués ici.
2. ↑  (en) Māris Noviks, « Summon the heroes: welcome again, CSO Voluntari! », sur enbleague.eu, 1er juillet 2025 (consulté le 10 juillet 2025)